# هامو یولیان
هامو سرگئی یولیان (ارمنی: Համո Սերգեյի Յոլյան؛  زادهٔ ۱۰ ژانویهٔ ۱۹۰۳ - درگذشته ۱۵ ژانویهٔ ۱۹۶۵) فرد نظامی، اهل ارمنستان بود.

## زندگی‌نامه
وی در ۱۰ ژانویهٔ ۱۹۰۳ در باکو یا گوریس به دنیا آمد و از آکادمی دولتی نفت آذربایجان (۱۹۲۶) فارغ‌التحصیل گشت. همچنین برندهٔ جوایزی همچون نشان پرچم سرخ کار، قهرمان کار سوسیالیست (۱۹۴۲)، نشان جنگ میهنی (درجه یک) (۱۹۴۵)، نشان لنین (۱۹۴۱; ۱۹۴۲; ۱۹۴۴; ۱۹۵۱)، مدال دفاع از مسکو، نشان سوورف (درجه یک) (۱۹۴۵), نشان پرچم سرخ کار (۱۹۳۹, ۱۹۴۹)، مدال کار شجاعانه در جنگ بزرگ میهنی (۱۹۴۵–۱۹۴۱) و جایزه استالین (۱۹۴۱, ۱۹۴۳, ۱۹۴۹, ۱۹۵۱) شده است. وی در ۱۵ ژانویهٔ ۱۹۶۵ در سن ۶۲ سالگی در مسکو درگذشت و در گورستان نووودویچی به خاک سپرده شد.

## یادداشت
1. ↑  Արդբեջանի պետական նավթային ակադեմիա